# Fouradi
Fouradi ist ein niederländisches Rapduo. Es besteht aus den beiden Brüdern Mohamed Fouradi (* 5. Januar 1982) und Brahim Fouradi (* 19. November 1985).

## Werdegang
Die beiden marokkanischstämmigen Brüder wuchsen in Amsterdam  auf. Im Jahre 2005 unterzeichneten sie ein Drei-Jahres-Vertrag mit der Plattenfirma „Walboomers“ und begannen an ihrem ersten Album zu arbeiten. Ende 2006 veröffentlichten sie ihre erste Single 1 Ding.

## Diskografie
Alben
- 2009: De Favoriete Schoonzoons